# 수람요새의 전설
수람요새의 전설(Ambavi Suramis Tsikhitsa, The Legend Of The Suram Fortress)은 러시아(구 소련)에서 제작된 도도 아바시드제, 세르게이 파라자노프 감독의 1984년 드라마 영화이다. 도도 아바시드제 등이 주연으로 출연하였다.

## 출연

### 주연
- 도도 아바시드제
- 소피코 치아우레리

### 조연
- 레바니 아웃처네이크빌리
- 베르리코 안드자파리드제

## 제작진
- 원작자: 다니엘 촌카제